# 김연규 (가수)
김연규(한국 한자: 金演圭, 2004년 5월 3일 ~)은 대한민국의 가수이자 대한민국의 보이 그룹 에이티비오의 메인보컬를 맡고있다

## 학력
- 대전장대중학교(전학)
- 경희중학교(졸업)
- 서울공연예술고등학교(졸업)

### 공연
- 2022년 《DREAM STATION IN K-POP CLICK [3RD STOP]》
- 2023년 《KCON JAPAN 2023》
- 2023년 《새만금 세계스카우트잼버리 K-팝 콘서트》
- 2023년 《안동 K-POP 콘서트》